# Nationaal park Aparados da Serra
Het nationale park Aparados da Serra (Portugees: Parque Nacional de Aparados da Serra) is een nationaal park in Brazilië, gelegen in de staten Rio Grande do Sul en Santa Catarina in het zuiden van het land. Het is opgericht in 1959 en daarmee een van de eerste nationale parken van het land. Het primaire doel was de bescherming van de Itaimbezinho-canyon. De oppervlakte bedraagt 10.250 ha.

## Flora en fauna
Ondanks de relatief geringe omvang kent het park een hoge biodiversiteit als gevolg van het reliëf en de verschillende milieus: kustbossen, graslanden en regenwouden. Er komen zeker 143 vogel-, 48 zoogdier- en 39 amfibiesoorten in het park voor. 
Bedreigde soorten zijn de roodbrilamazone, de manenwolf en de poema. Ook de langstaartotter, ocelot en de bruine brulaap komen voor.

## Bescherming en bedreiging
Aanvankelijk besloeg het park een oppervlakte van 13.000 ha, wat in 1972 werd teruggebracht tot 10.250 ha. Ondanks de aansluiting bij het nationale park Serra Geral zijn er aanwijzingen dat het park te klein is voor effectieve bescherming. 
Daar komt bij dat de staat slechts zeggenschap heeft over 67,5% van het park, en een deel van de rest in handen is van boeren. Als gevolg hiervan is er veehouderij, wordt er afgebrand en worden pesticiden gebruikt in de bananenplantages, hetgeen de milieukwaliteit van het park schaadt.
In het park worden  per dag maximaal 1.500 bezoekers toegelaten.